# Kaspar Willi

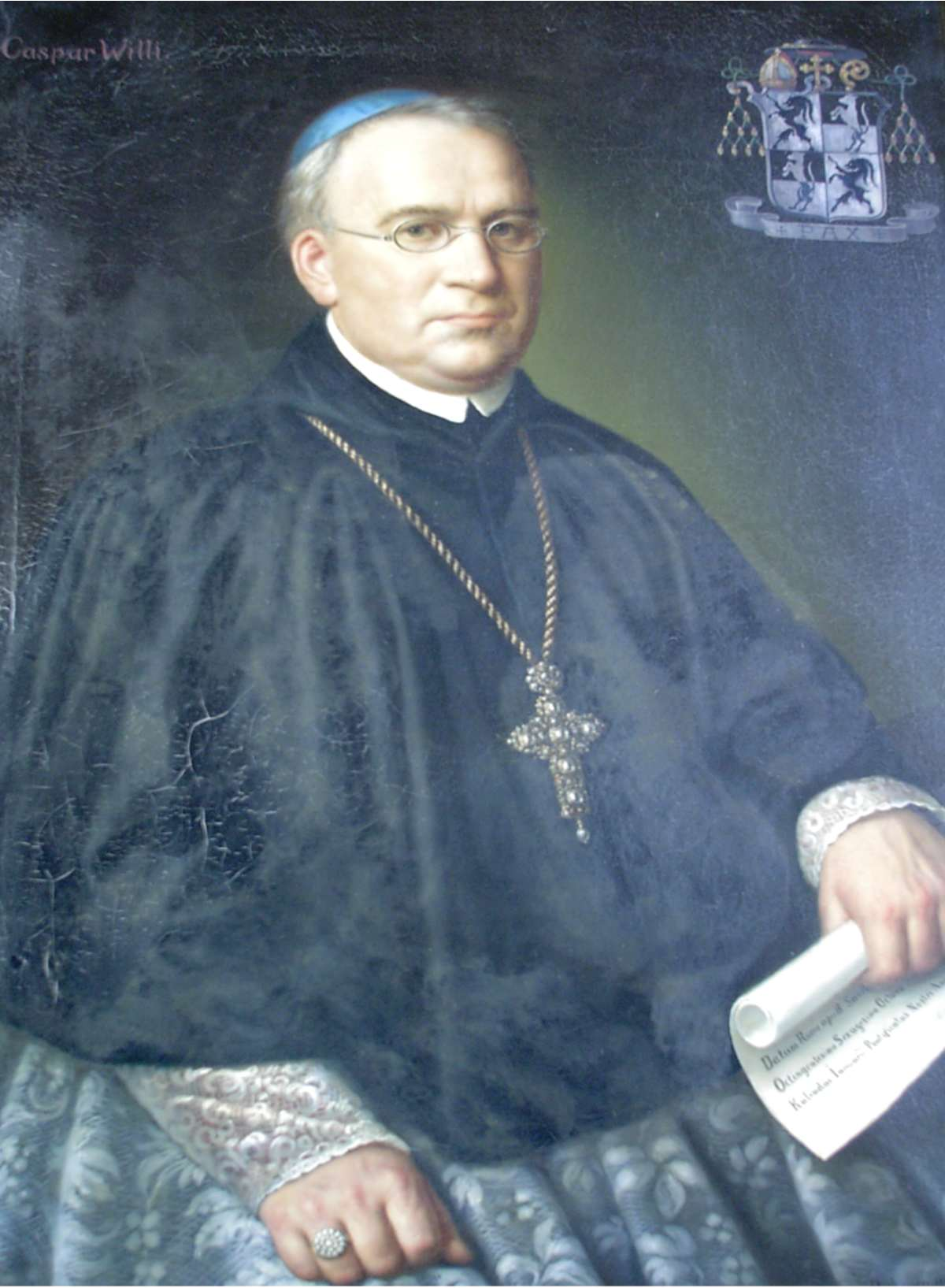
Kaspar Willi 1794–1876, Bischof von Chur (1877–1879)

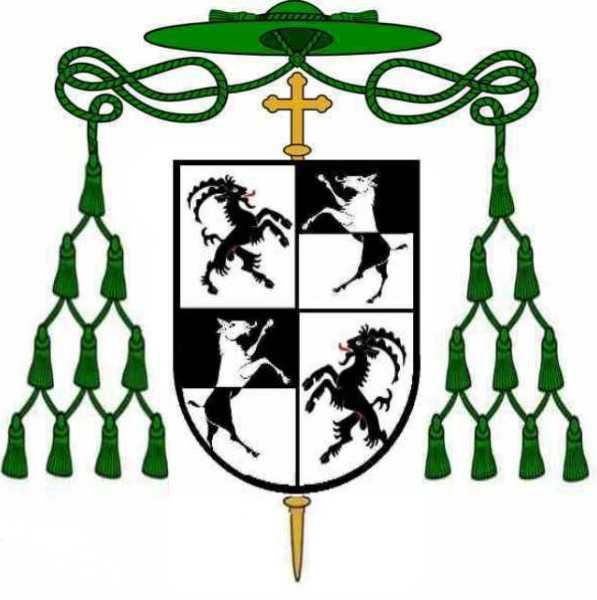
Wappen als Bischof von Chur 1877–1879

Kaspar Willi OSB (* 2. Februar 1823 in Domat/Ems; † 17. April 1879 in Chur) war römisch-katholischer Bischof des Bistums Chur.

## Leben
Der Sohn von Jakob Willi und der Anna Maria Cathrina Fetz wurde auf den Namen Balthasar Anton getauft, er besuchte nach der Grundschule das Gymnasium in Chur, in Freiburg im Üechtland und legte sein Abitur in Einsiedeln ab. Danach trat er in das Noviziat der Benediktinerabtei Einsiedeln ein und erhielt den Ordensnamen Kaspar. Kaspar Willi legte am 1. Mai 1845 vor Cölestin Müller (1772–1846), dem Abt von Kloster Einsiedeln, die ewige Profess ab. Nach dem Studium der Philosophie und Theologie empfing er am 11. Juni 1848 in der Einsiedler Stiftskirche „Maria Hilf“ die Priesterweihe. Er unterrichtete an der Stiftsschule und wurde am 23. September 1849 dort Präfekt. Am 9. Oktober 1853 übernahm er die Pfarrei Einsiedeln, war Bezirksschulinspektor, Erziehungsrat und errichtete das Armen- und Krankenhaus in Einsiedeln.
Auf Drängen des Apostolischen Nuntius und zur Unterstützung von Bischof Nikolaus Franz Florentini ernannte Papst Pius IX. am 21. Dezember 1868 Kaspar Willi zum Weihbischof in Chur und gleichzeitig zum Titularbischof von Antipatris. Die Bischofsweihe spendete ihm in der Stiftskirche „Maria Hilf“ zu Einsiedeln der Bischof von Basel, Jean Claude Eugène Lachat.
Bischof Florentini berief ihn zu seinem Generalvikar und entsandte ihn als seinen Vertreter zum Ersten Vatikanischen Konzil (1869–1870) nach Rom. Dort gehörte er zur Majorität für die Definition der päpstlichen Unfehlbarkeit. Der Episcopus auxiliaris sorgte sich um den Priesternachwuchs und liess neue Kirchengebäude errichten.
Am 10. Januar 1877 wählte das Churer Domkapitel Weihbischof Kaspar Willi einstimmig zum Nachfolger des am 25. November 1876 resignierten Nikolaus Franz Florentini zum Bischof von Chur. Diese Wahl bestätigte Papst Pius IX. am 12. März 1877 und am 1. April fand die feierliche Inthronisation in der Mariä Himmelfahrts-Kathedrale in Chur statt.
Ein Jahr später erkrankte Bischof Kaspar Willi an Leberzirrhose und verstarb am 17. April 1879, er wurde im Friedhof neben der Kathedrale beigesetzt.